# Melkinrichting Van Grieken

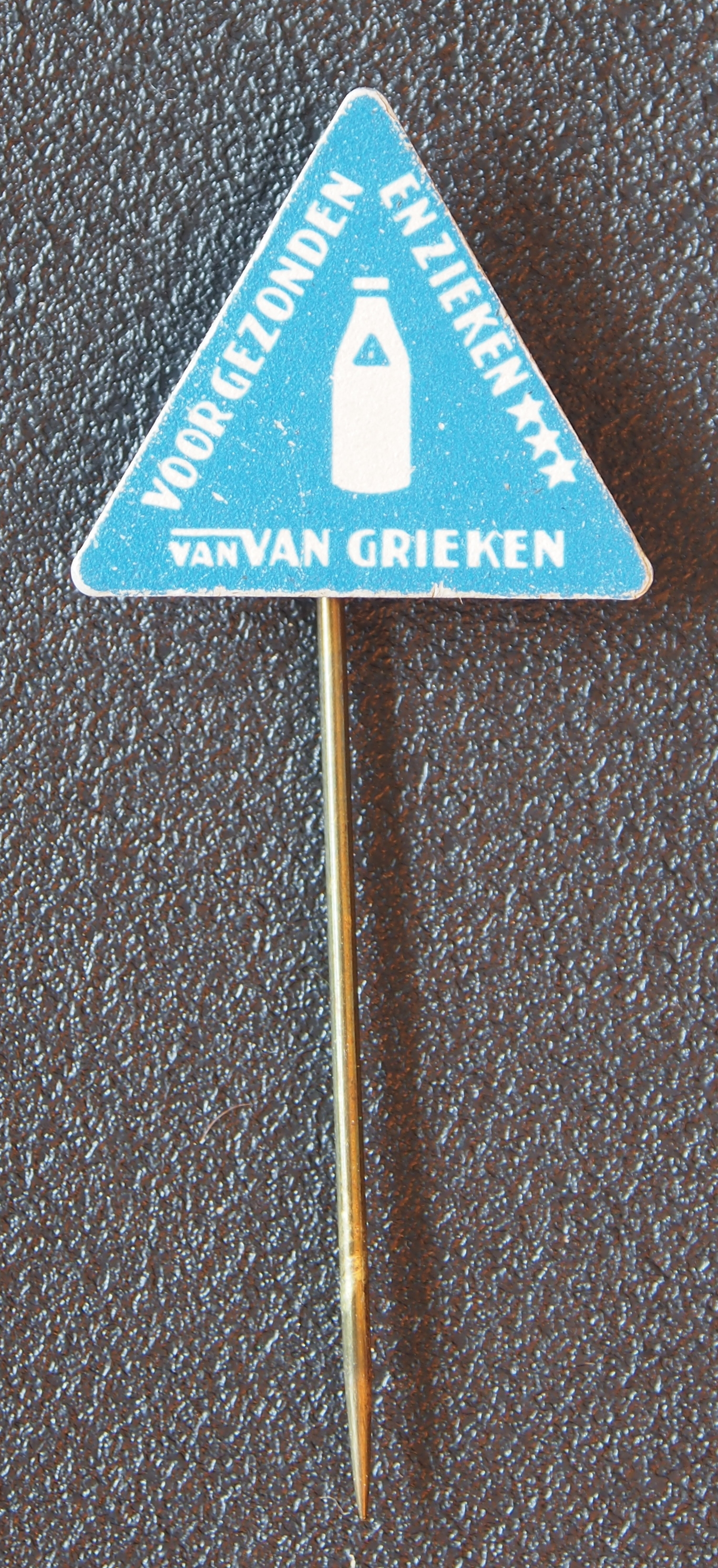
Reclamespeldje van Van Grieken

Melkinrichting Van Grieken was een van oorsprong Haags melkbedrijf dat bestond van 1899 tot 1998 en maakte toen deel uit van Menken Van Grieken. In dat jaar ging dit familiebedrijf op in het Campina-concern. Het bedrijf heeft gezorgd voor tal van innovaties op het gebied van de vervaardiging van melkproducten en verpakkingsmaterialen.

## Geschiedenis
Het melkbedrijf van Van Grieken vond haar oorsprong in 1899 toen de destijds 22-jarige Hendrik van Grieken aan de Haagse Brueghelstraat 194 de Melkhandel Van Grieken oprichtte. Met de aankoop van een aantal koeien en een stuk weiland in de nabijheid, kon worden voorzien in de verkoop van eigen melk, wat leidde tot de slogan: Melk van eigen vee.
In 1913 werd het bedrijf tot een melkinrichting uitgebreid door de aanschaf van een extra pand, een melkkoeler, een melkcentrifuge en een melkreiniger. In 1922 volgde de aanschaf van een pasteuriseermachine en in 1924 de aanschaf van een eerste Ford-vrachtwagen voor transport van de melk. Een bedrijfsuitbreiding volgde in 1929 door bouw van een nieuw deel van fabriek met nieuwe machines en een stoomketel. De melk werd betrokken van boeren in het Westland. Behalve melk werd ook vla, yoghurt en pap gemaakt en in flessen geleverd.
In 1933 namen de twee zoons, Bert en Jan, het bedrijf over en vormden het om tot NV Melkinrichting en zuivelfabriek H. van Grieken. In 1938 nam het bedrijf zijn intrek in geheel verbouwde en nieuw ingerichte voormalige TIM-elektromotorenfabriek aan de Loosduinseweg. Hier werd in 1938 een roterende sterilisator aan het machinepark toegevoegd, waardoor melk langer houdbaar werd. Dit was vooral van belang voor de tuinders, die dan voor consumptie hun melk de kas in konden meenemen zonder het koel op te moeten slaan. Het product werd Rotatiemelk genoemd en werd geleverd in flessen met kroonkurk.
In 1939 volgde een uitbreiding van de fabriek, werd het driehoekige blauw-witte logo met de melkfles en de slogan “Voor gezonden en zieken melk van Van Grieken” ingevoerd. Twee jaar later overleed Hendrik van Grieken. In datzelfde jaar werd het bedrijfsblad Van Grieken’s Bulletin opgericht.
Door oorlogsomstandigheden werd in 1944 de productie gestaakt, de fabriek uitgebreid met een botermakerij en een nieuw laboratorium.
In 1949 werd aan de Regentesselaan een nieuw pand met nieuwe stookketels, machines en een continu-sterilisator gebouwd, waardoor een continuproductie van melk kon plaatsvinden. Dit gaf veel overlast voor de buurtbewoners, waardoor het bedrijf uitweek naar een nieuwe locatie in de Rijswijkse Plaspoelpolder, waar een nieuwe fabriek werd opgericht, die in 1957 de productie van start ging. Kleinzoon Harry van Grieken werd hierbij aan het bestuur toegevoegd, waarna een andere kleinzoon, Hans van Grieken in 1964 tot de directie toetrad.
Op initiatief van Harry werden nieuwe producten geïntroduceerd, zoals de vlaflip en de halfvolle melk die vanwege juridische redenen halfom werd genoemd, en verpakkingen, zoals de plastic melkzak en de kartonnen melkpakken.

Naast de vanille- en chocoladevla bracht hij ook de hopjesvla op de markt. Die werden geleverd in glazen flessen, die lastig te legen waren. Hiertoe werd de flessenlikker ontwikkeld en een door Brabantia ontworpen uitlekker, waarin de fles onderste boven geplaatst kon worden.
In 1965 volgde de introductie van de zwart-witte melkzak met de bijbehorende blauwe plastic kan om de melkzak uit te kunnen schenken. De verpakking bleek geen succes, want vaak raakten de zakken lek. Het was echter wel de aanzet tot het stopzetten van de glazen fles als verpakking voor melk.
In 1968 barstte een melkoorlog uit bij het failliet gaan van het Delftse melkslijterscoöperatie De Prinsenstad tussen de Nederlandse Melkunie (NMU) en Van Grieken. Beide bedrijven aasden op de uitgiftepunten van De Prinsenstad. 
Op 1 juni van dat zelfde jaar kwam het bedrijf met een nieuw product: halfom, melk met een vetpercentage van 1,5 % (het normale vetpercentage van melk bedraagt 3,5 %). Heden ten dage bedraagt de verkoop van halfom melk 85 %.
Om te kunnen overleven fuseerde het bedrijf met het Wassenaarse Menken-Landbouw tot Menken van Grieken, waardoor het marktaandeel in melkproductie steeg naar 12 % en het landelijk op de vierde plaats van melk producerende bedrijven belandde. De fabriek in Rijswijk werd in 1989 gesloten en later afgebroken.
In 1997 werd Menken van Grieken door Campina Melkunie overgenomen.

## Innovaties
- Rotatormelk
- Halfom
- Melk in plastic zak met plastic uitschenkkan
- Kartonnen melkverpakking
- Hopjesvla